# Jonas Gustaf Turdfjæll
Jonas Gustaf Turdfjæll, även Turdfjell och Turdfjäll, född 21 september 1774 i Bygdeå socken i Västerbottens län, död 11 augusti 1819 i Klara församling i Stockholm, var en svensk justitiekansler och industriidkare.

## Biografi
Jonas Gustaf Turdfjæll var son till majoren Jonas Turdfjæll och Margareta Widmark. Turdfjæll blev inskriven vid Uppsala universitet 1789, där han blev filosofie magister och juris utriusque kandidat. År 1796 blev han notarie i Svea hovrätt och hade därefter olika domarförordnanden i landsorten. Han var avvittringsdomare i Västerbottens län samtidigt som han blev ordinarie hovrättsfiskal. År 1802 fick han häradshövdings namn och blev adjungerad ledamot av Svea hovrätt. 1805 utnämndes han till assessor och förordnades 1808 på förslag av riksdrotsen Carl Axel Wachtmeister till föredragande av justitieärenden hos konungen. 
År 1810 blev han revisionssekreterare och därtill 1812 generalauditör. Samtidigt arbetade han i den kommitté som skulle revidera kyrkolagen liksom den som såg över krigslagarna. I april 1813 åtföljde han dåvarande kronprinsen Karl Johan på dennes fälttåg och 1817 utnämndes han till justitiekansler, samtidigt som han blev juris utriusque doktor. Redan tidigare hade han blivit riddare av Nordstjärneorden.
Turdfjæll var gift med Lisette Turdfjæll, änka efter hans bror kapten Johan Peter Turdfjæll, stupad i Finska kriget. Denne hade grundat Långviks glasbruk i Piteå socken. Redan efter broderns död 1808 blev Jonas Gustaf Turdfjæll delägare i glasbruket. Turdfjæll hade inga barn; två systersöner var förste lantmätaren Gustaf Stenberg och häradshövding Carl Erik Stenberg.